# Valle del Cagayán
El Valle del Cagayán (ilocano: Tanap ti Cagayán) es una región de Filipinas, también denominada región II. Está compuesta por las provincias de Batanes, Cagayán, Isabela, Nueva Vizcaya y de Quirino. La capital regional es Tuguegarao.
La mayoría de la región se encuentra en un gran valle en el noreste de Luzón, entre la Cordillera Central y la Sierra Madre. El río Cagayán, el más largo del país, fluye por su centro y desemboca en el estrecho de Luzón en el norte, en el pueblo de Aparri. Los grupos de islas de Babuyan y Batanes pertenecen también a la región.

## Municipios y ciudades
Las cinco provincias cuentan con 3 ciudades, 90 municipios y 2.311 Barangays.
| Provincia     | Código    | Cat. | N.º de municipios | N.º de Barangays | Población (2010) |
| ------------- | --------- | ---- | ----------------- | ---------------- | ---------------- |
| Batanes       | 020900000 | 5.ª  | 6                 | 29               | 16.604           |
| Cagayán       | 021500000 | 1.ª  | 28                | 820              | 1124.773         |
| Isabela       | 023500000 | 1.ª  | 35                | 1055             | 1489.645         |
| Nueva Vizcaya | 025000000 | 2ª   | 15                | 275              | 421.355          |
| Qurino        | 025700000 | 3ª   | 6                 | 132              | 176.786          |

## Historia
A finales del siglo XIX la provincia de Cagayán comprendía las comandancias de Apayaos, Cabugaoan e Itaves.